# マクラーレン・675LT
マクラーレン・675LT（McLaren 675LT）は、イギリスの自動車メーカー、マクラーレン・オートモーティブが製造・販売をしていたスーパーカー（自動車）である。

## 概要
675LTは2015年ジュネーブショーにて正式にお披露目された。ル・マン24時間レースで優勝を果たしたF1 GTRの最終形1997年型、マクラーレンF1 GTR"ロングテール"。675LTは20年という時を経て、その名を引き継いでいる。

## メカニズム
650Sクーペおよびスパイダーの上位に位置づけられ、650Sを含む「スーパーシリーズ」の最上位車種となる。エンジンは675PSにまでチューンナップされた3.8LツインターボV8を搭載。マクラーレンによれば、その50%ほどのパーツが新たに設計された。
エンジンには新たに “M838TL” という形式が与えられている。ボディはエアロダイナミクスをより追求したものとなっている他、エンジン、シャシー、ボディの全てにわたり軽量化が図られ、乾燥重量は650Sよりも100kg程軽い1230kg。パワーウェイトレシオは、550ps/tにまで上昇している。
650Sより50%大きくなったロングテール・エア・ブレーキが装備されており、強力なダウンフォースを生み出す。新しいカーボンファイバー製のリア・ウイング、リアのガーニッシュから突き出た2本のチタン製エグゾースト、新たにデザインされたカーボンファイバー製のリア・バンパーとリア・ディフューザーも675LTは専用装備。675LTは650Sと同じくロードカーとしても快適なモデルではあるが、その焦点はサーキットにあてられている。
顧客から寄せられた熱い要望を受け2015年12月675LTのオープントップ・モデル「675LT スパイダー」を生産することを発表した。販売台数は500台。

## 性能
パワーは650Sよりも25psアップした675ps/7100rpm、トルクは71.4kg-m/5500-6500rpm。0-100m/h加速2.9秒、0-200m/h加速7.9秒、最高速330km/hと発表される。

## 生産
世界で500台のみの限定生産。2015年6月からデリバリーが開始される。